# 团结西路街道
团结西路街道是中华人民共和国宁夏回族自治区銀川市永宁县下辖的一个街道办事处。

## 行政区划
团结西路街道下辖以下村级行政区划单位：
宁和社区、永和社区、建设社区、利民社区、胜利社区、团结社区、东环社区、南环社区、阳光社区和祥和社区。